# Прокопович Андрій Семенович
Прокопович Андрій Семенович (*28 листопада 1756, Нові Санжари — †31 січня 1826, Харків) — український освітній та релігійний діяч, краєзнавець, письменник та історик Слобідської України.
Ректор Харківського колегіуму, настоятель Харківського Успенського собору. Також член Слобідсько-Української консисторії, єпархіальний цензор.

## Біографія
Народився в сім'ї священика містечка Нові Санжари на Гетьманщині, походив з шляхетського роду. Навчався в Києво-Могилянській академії, 1770–1780 — в Харківському колегіумі. По закінченню навчання 22 лютого 1780 висвячено на священика Миколаївської церкви й одночасно обійняв посаду вчителя граматики в нижчому класі Харківського колегіуму, публічно викладав катехізис у недільні дні. 1783–1789 читав синтаксис, історію, географію, поетику (1789), риторику (1790), філософію (1791–1793), богослов'я (1794).
1788 висвячений у сан протоієрея. Працював у Колегіумі та в структурах православної церкви. 1794 призначено префектом. 1801 отримав посаду ректора (1801–1822).
З 1796 — настоятель Харківського Успенського собору, протягом 10 років був «первоприсутствующий» в Харківському духовному управлінні. Читав публічні богословські лекції. 1800–1807 одночасно з настоятельством в Членському соборі був кафедральним протоієреєм у Харківському Покровському соборі, впродовж 23 років — членом Слобідсько-Української консисторії, протягом 12 років — благочинним і протягом 24 років — єпархіальним цензором.
1809 випустив краєзнавче видання «Харківський календар на 1809 рік», який містив, крім звичайних для календаря відомостей, опис Слобідської України, Харкова та Харківського колегіуму. Мав неабияку популярність серед харків'ян. Один з його вихованців, Є. М. Топчій, згадував, що Прокопович «был ловкий, находчивый, приятный собеседник, большой анекдотист, умевший кстати втянуть в разговор латинскую пословицу, привесть в доказательство текст из Священного Писания».
Помер після тяжкої хвороби. Похований на Мироносицькому цвинтарі (біля Хрестовоздвиженської церкви) поруч з могилою свого наставника протоієрея М. Шванського.